# Кірхлеерау
Кірхлеерау (нім. Kirchleerau) — громада  в Швейцарії в кантоні Ааргау, округ Цофінген.

## Географія
Громада розташована на відстані близько 60 км на північний схід від Берна, 14 км на південь від Аарау.
Кірхлеерау має площу 4,4 км², з яких на 8,5% дозволяється будівництво (житлове та будівництво доріг), 41,4% використовуються в сільськогосподарських цілях, 50,1% зайнято лісами, 0% не є продуктивними (річки, льодовики або гори).

## Демографія
2019 року в громаді мешкало 870 осіб (+15,8% порівняно з 2010 роком), іноземців було 10,7%. Густота населення становила 200 осіб/км².
За віковим діапазоном населення розподілялося таким чином: 20,6% — особи молодші 20 років, 60,5% — особи у віці 20—64 років, 19% — особи у віці 65 років та старші. Було 394 помешкань (у середньому 2,2 особи в помешканні).
Із загальної кількості 259 працюючих 61 був зайнятий в первинному секторі, 92 — в обробній промисловості, 106 — в галузі послуг.